# Gordon Percy Olley
Gordon Percy Olley (ur. 29 kwietnia 1893 w Harleston, zm. 18 marca 1958 w Wimbledon) – amerykański as myśliwski z czasów I wojny światowej. Odniósł 10 zwycięstw powietrznych, jako pierwszy w historii pilot przeleciał milion mil.
W sierpniu 1914 roku Gordon Percy Olley rozpoczął służbę w Queen Victoria's Rifles w Londynie. Wkrótce został przeniesiony do Royal Fusiliers. Na początku 1915 roku rozpoczął służbę w RFC jako mechanik. 17 czerwca 1915 roku został skierowany na front zachodni we Francji. Olleya przydzielono do No. 1 Squadron RAF jako obserwatora. Po przejściu szkolenia pilotażu samolotów Nieuport 11, w połowie 1917 roku powrócił do jednostki jako pilot.
Pierwsze zwycięstwo powietrzne odniósł 1 czerwca 1917 w okolicach Messines. Tytuł asa myśliwskiego uzyskał 12 sierpnia 1917. W końcu 1917 roku powrócił do Wielkiej Brytanii, gdzie służył w RAF. 1 kwietnia 1918 roku został promowany na porucznika. 22 czerwca 1919 roku został zwolniony ze służby. Do służby w RAF powrócił w 1923 roku.  W rezerwie RAF pozostawał do 1936 roku.
Po zakończeniu czynnej służby w RAF pracował jako pilot w lotnictwie cywilnym w Imperial Airways i KLM. W 1931 roku, jako pierwszy pilot na świecie, przeleciał milion mil. W 1934 roku założył własne linie lotnicze – Olley Air Services. Linie latały z Croydon Airport jako linie czarterowe. Po II wojnie światowej linie świadczyły usługi czarterowe oraz regularne loty pasażerskie.
W 1953 roku firma została sprzedana Morton Air Services. Olley był członkiem założycielem oraz skarbnikiem British Air Charter Association.
Olley zmarł w Wimbledonie 18 marca 1958 roku.

## Odznaczenia
- Military Medal